# چیس سیتی (ویرجینیا)
چیس سیتی (به انگلیسی: Chase City) یک شهر در ایالات متحده آمریکا است که در شهرستان مکلنبرگ، ویرجینیا واقع شده‌است. چیس سیتی ۵٫۷ کیلومتر مربع مساحت و ۲٬۴۵۷ نفر جمعیت دارد و ۱۷۴ متر بالاتر از سطح دریا واقع شده‌است.